# LeBron James
LeBron Raymone James Sr., conegut simplement com a LeBron James   (Akron, 30 de desembre de 1984), és un jugador de bàsquet professional dels Los Angeles Lakers que el 2023 es va convertir en el màxim anotador de la història de l'NBA.
Amb 2,06 metres d'alçada la seva posició és la d'aler, però el seu talent, versatilitat i un poderós físic li permet jugar tant de base com d'ala-pívot. Quan James es va proclamar tres vegades "Mr. Basketball" a Ohio durant l'institut, i amb prou feines cursava la seva segona temporada a St. Vincent - St Mary, ja era considerat pels mitjans de comunicació com la futura gran estrella de l'NBA. Va signar un contracte de 90 milions de dòlars amb Nike abans de debutar a l'NBA. Amb 18 anys, James va ser triat en la primera posició del Draft de l'NBA de 2003 per Cleveland Cavaliers i en la seva primera temporada es va emportar el Rookie de l'Any de l'NBA. Des que arribés a la lliga, ha registrat molts rècords de precocitat, entre ells el de jugador més jove de la història en arribar als 10.000, 15.000, 20.000, 25.000 i 30.000 punts.
Des de 2005 ha estat All-Star (del qual va resultar dues vegades MVP) i ha format part dels Millors Quintets de l'NBA, sent triat en vuits ocasions al Primer Quintet. A la 2006, James va acabar 2n en la votació del MVP de l'NBA 2005-06. El seu premi individual més important va arribar el 4 de maig de 2009, en ser nomenat MVP de la temporada 2008-09, guardó que guanyaria també en la temporada 2009-10, en la temporada 2011-12 (Aquesta mateixa temporada es va proclamar també com a MVP de les Finals, després de vèncer per 4-1 als Oklahoma City Thunder, obtenint així el seu primer anell de campió) i en la temporada 2012-13 (aquesta mateixa temporada es va proclamar també com a MVP de les Finals per segona vegada consecutiva, després de vèncer per 4-3 als San Antonio Spurs, obtenint així el seu segon anell de campió) .3
James, popularment conegut com "The King", "King James" i "The Chosen One", va liderar als Cavaliers a les seves primeres Finals de l'NBA en 2007, on van caure davant San Antonio Spurs. Des dels Playoffs de 2006, Cleveland va estar sempre present en la fase final de l'NBA fins a la seva sortida en 2010.
Amb la selecció dels Estats Units va aconseguir la medalla de bronze al Mundial del Japó 2006, mentre que tant en els Jocs Olímpics de Pequín 2008 com en els Jocs Olímpics de Londres 2012 es va coronar com a campió olímpic, tenint com a rival en ambdues finals a la selecció espanyola.
El dia 2 de juliol, Lebron James va acceptar l'oferta de Los Angeles Lakers per un contracte de 154 milions de dólars en 4 anys.

## Inicis
Quan LeBron va néixer, la seva mare, Gloria James, tan sols tenia 16 anys i el seu pare biològic, Anthony McClelland, es va desentendre del seu fill des del seu naixement pel seu problema amb la beguda. Gloria el va fer tirar endavant sola i sense ajuda, ja que la mare d'aquesta va morir quan LeBron tot just era un bebè. Aquesta circumstància va accentuar les dificultats d'una família que va viure en una constant lluita per mantenir-se. Gloria no trobava feina fixa i dos passaven de pis en pis contínuament, i es van conèixer tots els barris marginals d'Akron, una ciutat de més de 200.000 habitants, situada a menys d'una hora al sud de Cleveland.
Malgrat les circumstàncies, Gloria va treballar intensament per ser una bona mare i protegir el seu fill LeBron de la pobresa i la violència dels carrers. Tanmateix, això no va ser tasca fàcil. Quan LeBron tenia dos anys i Gloria va començar a sortir amb Eddie Jackson, van començar els problemes. El 1990, Eddie va anar a la presó per tràfic de cocaïna. No obstant això, LeBron va establir vincles amb Jackson, a la Gloria li agradava que el seu fill pogués veure en ell una figura paterna. Els seus germans, Terry i Curt, també van ajudar en situacions difícils.
Des de primerenca edat, LeBron va mostrar un gran instint per al bàsquet. LeBron passava molt temps jugant amb un cèrcol i una pilota que la seva mare Gloria li va regalar. LeBron també gaudia de molt bona genètica. Malgrat que la seva mare només mesurava 1,65 metres d'alçada, tenia parents que eren molt més alts.
La vida de nòmada que havia portat amb la seva mare va impedir que LeBron pogués tenir amics. Quan aquest va entrar a l'escola, li costava fer amics amb facilitat, ja que se sentia avergonyit de la vida familiar que havia portat. Va començar a trobar en el bàsquet i al futbol americà un alleujament per mostrar les seves emocions.
LeBron era un excel·lent atleta, ràpid i fort per naturalesa. Començava a tenir futur tant en el bàsquet com en el futbol americà. A la pista de bàsquet el seu reflex era Michael Jordan i volia convertir-se en el gran successor d'ell; tot i que Penny Hardaway i Jason Kidd també van ser dos dels seus jugadors favorits. En el futbol, LeBron jugava de receptor. Va signar 19 touchdowns en sis partits en el seu primer any de Pee Wee (categoria per edat en futbol americà). El seu entrenador va ser Frankie Walker, va ser un dels homes que més influència han tingut en la vida de James. A final de temporada, Walker es va adonar que LeBron estava descuidant el col·legi, i la seva formació acadèmica era per Walker molt important. Walker va recomanar a Gloria que el noi necessitava un ambient més estable. Tots dos van acordar que LeBron es mudés amb Walker i la seva família. Allà va conviure amb el mateix Frank, la seva dona Pam, i els seus tres fills, Chanelle, Frankie Jr. i Tanesha. LeBron va començar a prendre seriosament el col·legi i la seva assistència va ser premiada per l'escola. La convivència amb aquesta família va ser fonamental en la transició de James de nen a adolescent. El dia que va canviar la vida de LeBron James per sempre va ser a la tardor de 1994. Aquella tarda, Frank Walker va posar una pilota de bàsquet a les mans del nen que en aquell moment tenia 9 anys. Walker va passar molt temps ensenyant-li al jove sobre aquest esport en els següents tres anys.
Després de 18 mesos separats, Gloria es va endur a James de retorn amb ella. Però quan van tornar els problemes econòmics, va tornar amb la família Walker, que ajudaven a la Gloria a pagar el lloguer. Walker i la seva esposa volien assegurar-se que James sempre tingués un lloc a Akron que pogués anomenar casa.
Per LeBron, un altre avantatge de viure amb els Walker va ser l'amistat que tenia amb Frankie Jr. Els dos van formar, al costat d'altres quatre nois (Sian Cotton, Dru Joyce III, Willie McGee i Romeo Travis), un equip envejable. Els dissabtes a la nit es reunien al Centre de la Comunitat Jueva d'Akron, on Keith Drambot, antic entrenador de la Universitat de Central Michigan, comprovava les seves aptituds.
LeBron i Dru, el base de l'equip, es van convertir en íntims amics. De fet, quan James tenia 12 anys va passar gran part de l'estiu vivint amb la família de Joyce. Precisament, el segon pas en l'entrenament de James va arribar quan va conèixer a Dru Joyce II, que va entrenar al jove en el campionat nacional amateur als 14 anys. Joyce II es va convertir en el mentor de James, i en el seu entrenador des de llavors. Dru Joyce II i els Walker li van recalcar a LeBron la importància d'acabar la seva educació, i el van mantenir lluny de tot el glamour durant els seus anys a St. Vincent - St Mary High School.
LeBron destacava per sobre de la resta l'equip. Mesurava 1.83 d'alçada en vuitè grau, podia jugar en les cinc posicions i demostrava tenir un sisè sentit per al joc. Es van denominar a ells mateixos els "Ohio Shooting Stars". El 1997, LeBron va fer aparició en l'escena nacional després classificar-se pel Campionat Nacional AUU per a menors de 6è grau. Va ser el 1997 i es va disputar a Salt Lake City, Utah. Dos anys després, van tornar al mateix torneig, amb l'excepció que en aquella ocasió va ser per a menors de vuitè grau. Es van classificar per a la final, on van caure davant Southern Califòrnia All-Stars per 68-66. LeBron va dominar el torneig amb un joc brillant.
LeBron, Joyce, Cotton i McGee o, cosa que és el mateix, els "Fab Four" (com també es deien), van arribar a una decisió: es van prometre continuar jugant junts a l'institut, i els quatre es van matricular a St. Vincent - St. Mary High School. Coneguda per la seva excel·lent tradició i reputació acadèmica, durant el periple de James a SVSM (acrònim de l'institut), l'institut va adquirir una popularitat mai abans vista a aquests nivells.

## Trajectòria esportiva

### Cleveland Cavaliers (2003-2010)
Inicia la seva carrera en l'NBA el 2003 sent triat en primer lloc pels Cleveland Cavaliers. Va respondre als dubtes que hi havia sobre el seu possible rendiment a causa de la seva curta edat i absència d'experiència, promitjant xifres espectaculars (20 punts, 5 rebots, 5 assistències) que li permití accedir al títol de "rookie" de l'any 2004.
En l'estiu de 2004 va ser seleccionat per a l'equip olímpic de bàsquet dels Estats Units en els Jocs Olímpics d'Atenes arribant a ocupar el tercer lloc de la competició.
Després va iniciar la seva segona temporada en l'NBA, en la qual va sorprendre al món amb els seus nombres: 27 punts, 7.5 rebots i 7.2 assistències, convertint-se així en el cinquè jugador que assoleix aquestes mitjanes després de Michael Jordan, Oscar Robertson, Larry Bird i Nate Archibald.
En la seva tercera temporada ha promitjat 31.4 punts, 7 rebots i 6.6 assistències, el que li ha valgut per a integrar el quintet titular de l'All Star celebrat a Houston, en el qual ha aconseguit el trofeu al jugador més valuós del partit.
Finalment els Cleveland Cavaliers van ser eliminats dels Play Offs de 2006. LeBron ha estat un dels principals candidats per al premi MVP d'aquesta temporada, guardó que finalment va aconseguir el jugador canadenc de Phoenix Suns, Steve Nash.
Va aconseguir ser MVP de la Temporada Regular en dues ocasions consecutives, les temporades 2008-09 i 2009-10.

### Miami Heat (2010-2014)

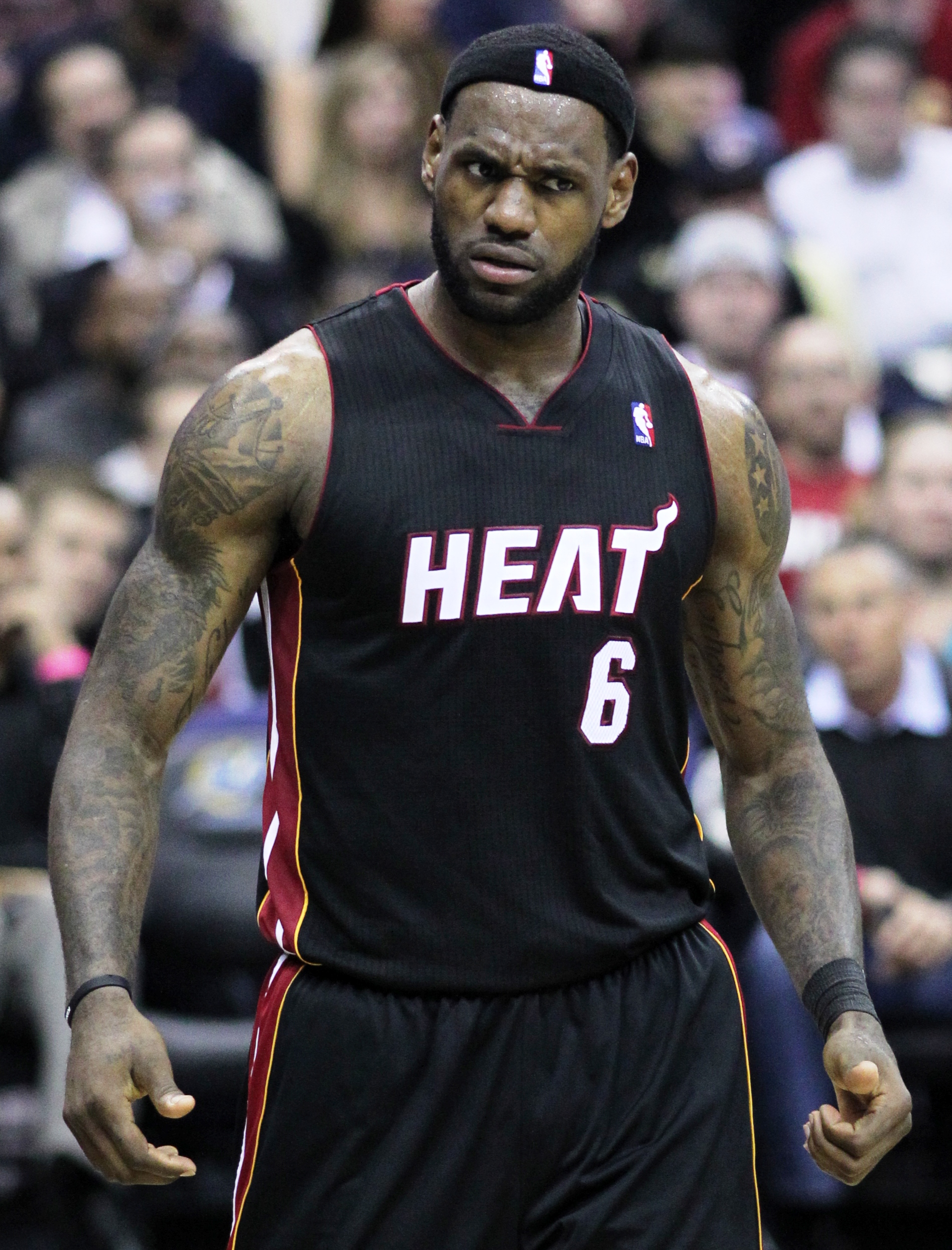

Al final de la temporada 2009-10 James es va convertir en agent lliure, podent negociar amb qualsevol equip de l'NBA. Franquícies com els New York Knicks, New Jersey Nets o Chicago Bulls van mostrar interès en l'Aler nord-americà. El 8 de juliol de 2010 va acudir a un programa especial de l'ESPN on va anunciar que signaria pels Miami Heat, juntament amb Chris Bosh i Dwyane Wade, fent de l'equip de Florida un clar candidat al títol.
La temporada 2010-2011, LeBron, amb tot el seu equip va arribar a les finals de l'NBA, contra els Dallas Mavericks, amb un resultat total de 4-2 a favor de l'equip texà.
La temporada següent, la 2011-2012, els Miami Heat van tornar a arribar a les finals de l'NBA, però aquest cop contra els Oklahoma City Thunder, de Kevin Durant i Russell Westbrook, els quals van eliminar per un resultat total de 4-1 a favor de l'equip de Florida.
La temporada 2012-2013, l'equip de Florida, va tornat a guanyar l'anell de l'NBA, aquest cop, contra els San Antonio Spurs, de Tony Parker i Tim Duncan. Aquella final van estar a punt de perdre-la en el sisè partit quan a falta de segons pel final, Ray Allen va anotar un triple que va forçar la pròrroga. En el setè i últim partit van confirmal la victòria contra els Spurs, la final acaba amb un resultat global de 4-3 a favor dels Heat.

### Cleveland Cavaliers (2014-2018)
El dia 11 de juliol de 2014, Lebron James anuncià en exclusiva en un article -I'm coming home (Torno a casa)- a la revista Sports Illustrated la seva tornada als Cleveland Cavaliers, després de 4 anys. Va guanyar un all-star game al 2018, el MVP de les finals al 2016, i un anell al 2016.
El 19 de juny de 2016 es va proclamar campió de l'NBA amb els Cleveland Cavaliers. Va ser designat millor jugador de la final.

### Los Angeles Lakers (2018-Actualitat)
El dia 2 de juliol de 2018, LeBron va fitxar pels Lakers de Los Angeles per un contracte de 4 anys de 154 milions de $.
El 12 d'octubre del 2020 es va proclamar campió de l'NBA amb els Los Angeles Lakers. Va ser designat millor jugador de la final.
Amb aquest títol es va convertir en un dels únics quatre jugadors, juntament amb John Salley, Robert Horry i Danny Green, en guanyar el títol NBA amb tres franquicies diferents.
El 18 d'agost de 2022, James va tornar a signar amb els Los Angeles Lakers amb un contracte de dos anys i 97,1 milions de dòlars. L'extensió del contracte va convertir a James en l'atleta més ben pagat de la història de l'NBA amb 528,9 milions de dòlars, superant a Kevin Durant en guanys de tots els temps.

## Palmarès
- MVP NBA
  - 2008-2009 amb els Cleveland Cavaliers
  - 2009-2010 amb els Cleveland Cavaliers
  - 2011-2012 amb els Miami Heat
  - 2012-2013 amb els Miami Heat
- MVP All-Star Game
  - 2006 amb els Cleveland Cavaliers
  - 2008 amb els Cleveland Cavaliers
  - 2018 amb els Cleveland Cavaliers
- MVP Finals NBA
  - 2012 amb els Miami Heat
  - 2013 amb els Miami Heat
  - 2016 amb els Cleveland Cavaliers
  - 2020 amb els Los Angeles Lakers
- Anell de l'NBA
  - 2012 amb els Miami Heat
  - 2013 amb els Miami Heat
  - 2016 amb els Cleveland Cavaliers
  - 2020 amb els Los Angeles Lakers

## Estadístiques de la seva carrera a l'NBA
|  | Denota temporades en les quals l'equip de James es va proclamar campió de l'NBA |
|  | Líder de la lliga                                                               |

### Temporada regular
| Any      | Equip     | PJ  | PT  | MPP  | %TC  | %3P  | %TL  | RPP | APP | ROB | TPP | PPP  |
| -------- | --------- | --- | --- | ---- | ---- | ---- | ---- | --- | --- | --- | --- | ---- |
| 2003-04  | Cleveland | 79  | 79  | 39.5 | .417 | .290 | .754 | 5.5 | 5.9 | 1.6 | 0.7 | 20.9 |
| 2004-05  | Cleveland | 80  | 80  | 42.4 | .472 | .351 | .750 | 7.4 | 7.2 | 2.2 | 0.1 | 27.2 |
| 2005-06  | Cleveland | 79  | 79  | 42.5 | .480 | .335 | .738 | 7.0 | 6.6 | 1.8 | 0.8 | 31.4 |
| 2006-07  | Cleveland | 78  | 78  | 40.9 | .476 | .319 | .698 | 6.7 | 6.0 | 1.6 | 0.7 | 27.3 |
| 2007-08  | Cleveland | 75  | 74  | 40.4 | .484 | .315 | .712 | 7.7 | 7.2 | 1.8 | 1.1 | 30.0 |
| 2008-09  | Cleveland | 81  | 81  | 37.7 | .489 | .344 | .780 | 7.6 | 7.2 | 1.7 | 1.1 | 28.4 |
| 2009-10  | Cleveland | 76  | 76  | 39.0 | .503 | .333 | .767 | 7.3 | 8.6 | 1.6 | 1.0 | 29.7 |
| 2010-11  | Miami     | 79  | 79  | 38.8 | .510 | .330 | .759 | 7.5 | 7.0 | 1.6 | 0.6 | 26.7 |
| 2011-12  | Miami     | 62  | 62  | 37.5 | .531 | .362 | .771 | 7.9 | 6.2 | 1.9 | 0.8 | 27.1 |
| 2012-13  | Miami     | 76  | 76  | 37.9 | .565 | .406 | .753 | 8.0 | 7.3 | 1.7 | 0.9 | 26.8 |
| 2013-14  | Miami     | 77  | 77  | 37.7 | .567 | .379 | .750 | 6.9 | 6.3 | 1.6 | 0.3 | 27.1 |
| 2014-15  | Cleveland | 69  | 69  | 36.1 | .488 | .354 | .710 | 6.0 | 7.4 | 1.6 | 0.7 | 25.3 |
| 2015-16  | Cleveland | 76  | 76  | 35.6 | .520 | .309 | .731 | 7.4 | 6.8 | 1.4 | 0.6 | 25.3 |
| Total    | Total     | 987 | 986 | 39.0 | .498 | .340 | .744 | 7.2 | 6.9 | 1.7 | 0.8 | 27.2 |
| All-Star | All-Star  | 12  | 12  | 30.3 | .513 | .341 | .735 | 6.3 | 6.3 | 1.4 | 0.2 | 24.3 |

### Playoffs
| Any   | Equip     | PJ  | PT  | MPP  | %TC  | %3P  | %TL  | RPP  | APP | ROB | TPP | PPP  |
| ----- | --------- | --- | --- | ---- | ---- | ---- | ---- | ---- | --- | --- | --- | ---- |
| 2006  | Cleveland | 13  | 13  | 46.5 | .476 | .333 | .737 | 8.1  | 5.8 | 1.4 | .7  | 30.8 |
| 2007  | Cleveland | 20  | 20  | 44.7 | .416 | .280 | .755 | 8.1  | 8.0 | 1.7 | .5  | 25.1 |
| 2008  | Cleveland | 13  | 13  | 42.5 | .411 | .257 | .731 | 7.8  | 7.6 | 1.8 | 1.3 | 28.2 |
| 2009  | Cleveland | 14  | 14  | 41.4 | .510 | .333 | .749 | 9.1  | 7.3 | 1.6 | .9  | 35.3 |
| 2010  | Cleveland | 11  | 11  | 41.8 | .502 | .400 | .733 | 9.3  | 7.6 | 1.7 | 1.8 | 29.1 |
| 2011  | Miami     | 21  | 21  | 43.9 | .466 | .353 | .763 | 8.4  | 5.9 | 1.7 | 1.2 | 23.7 |
| 2012  | Miami     | 23  | 23  | 42.7 | .500 | .259 | .739 | 9.7  | 5.6 | 1.9 | .7  | 30.3 |
| 2013  | Miami     | 23  | 23  | 41.7 | .491 | .375 | .777 | 8.4  | 6.6 | 1.8 | .8  | 25.9 |
| 2014  | Miami     | 20  | 20  | 38.2 | .565 | .407 | .806 | 7.1  | 4.8 | 1.9 | .6  | 27.4 |
| 2015  | Cleveland | 20  | 20  | 42.2 | .417 | .227 | .731 | 11.3 | 8.5 | 1.7 | 1.1 | 30.1 |
| 2016  | Cleveland | 21  | 21  | 39.1 | .525 | .340 | .661 | 9.5  | 7.6 | 2.3 | 1.3 | 26.3 |
| Total | Total     | 199 | 199 | 42.1 | .478 | .321 | .746 | 8.8  | 6.8 | 1.8 | 0.9 | 28.0 |